# Kaori Takahashi
Pour les articles homonymes, voir Takahashi.
Kaori Takahashi (高橋 馨, Takahashi Kaori), née le 30 mars 1974 dans la préfecture d’Iwate, est une nageuse synchronisée japonaise.

## Carrière
Lors des Jeux olympiques de 1996 à Atlanta, Kaori Takahashi remporte en ballet avec Miya Tachibana, Junko Tanaka, Rei Jimbo, Miho Takeda, Mayuko Fujiki, Akiko Kawase, Raika Fujii, Riho Nakajima, Mayuko Fujiki et Miho Kawabe la médaille de bronze olympique.